# マリア・フォン・ブラウンシュヴァイク＝ヴォルフェンビュッテル
マリア・フォン・ブラウンシュヴァイク＝ヴォルフェンビュッテル（Maria von Braunschweig-Wolfenbüttel, 1566年1月13日 - 1626年8月13日）は、ザクセン＝ラウエンブルク公フランツ2世の妃。

## 生涯
マリアはブラウンシュヴァイク＝ヴォルフェンビュッテル公ユリウス（1528年 - 1589年）とブランデンブルク選帝侯ヨアヒム2世の娘ヘートヴィヒ（1540年 - 1602年）との間に生まれた。
1582年11月10日にヴォルフェンビュッテルにおいてザクセン＝ラウエンブルク公フランツ2世（1547年 - 1619年）と結婚した。マリアはフランツ2世にとって2番目の妃であった。寡婦財産としてフランツハーゲン城を与えられ、そこにマイヤーホーフと宮廷教会を建設した。
マリアは1626年に亡くなり、ラウエンブルクの聖マリア・マグダレーネ教会の公爵家の地下霊廟に夫とともに埋葬された。

## 子女
夫妻の間には14子が生まれたが、そのうち以下の12子が成人した。
- フランツ・ユリウス（1584年9月13日 - 1634年10月8日） - 1620年5月14日にヴュルテンベルク公フリードリヒ1世の娘アグネス（1592年5月7日 - 1629年11月25日）と結婚
- ユリウス・ハインリヒ（1586年4月9日 - 1665年11月20日） - ザクセン＝ラウエンブルク公
- エルンスト・ルートヴィヒ（1587年6月7日 - 1620年7月15日）
- ヘートヴィヒ・ジビッラ（1588年10月15日 - 1635年6月4日）
- ユリアナ（1589年12月26日 - 1630年12月1日） - 1627年8月1日にシュレースヴィヒ＝ホルシュタイン＝ゾンダーブルク公ハンスの息子シュレースヴィヒ＝ホルシュタイン＝ゾンダーブルク＝ノルブルク公フリードリヒ（1581年10月26日 - 1658年7月22日）と結婚
- ヨアヒム・ジギスムント（1593年5月31日 - 1629年4月10日）
- フランツ・カール（1594年5月2日 - 1660年11月30日） - 1628年9月19日にバルトにおいてブランデンブルク選帝侯ヨハン・ゲオルクの娘アグネス（1584年7月27日 - 1629年3月16日）と結婚。1639年8月27日にエーデンブルクにおいてブランデンブルク選帝侯ヨーハン・ジギスムントの娘カタリーナ（1602年5月28日 - 1649年2月9日）と結婚。
- ルドルフ・マクシミリアン（1596年6月18日 - 1647年10月1日） - アンナ・カテリーナ・デ・ドゥルチーナと結婚
- ヘートヴィヒ・マリア（1597年8月7日 - 1644年8月29日） - 1636年にボッツォロ公アンニーバレ・ゴンザーガ（1602年 - 1668年8月2日）と結婚
- フランツ・アルブレヒト（1598年10月31日 - 1642年6月10日） - 1640年2月21日にギュストローにおいて、メクレンブルク＝ギュストロー公ヨハン・アルブレヒト2世[注釈 1]の娘クリスティーナ・マルガレーテ（1615年3月31日 - 1666年8月6日）と結婚
- ゾフィー・ヘートヴィヒ（1601年5月24日 - 1660年2月21日） - 1624年5月23日にシュレースヴィヒ＝ホルシュタイン＝ゾンダーブルク公ハンスの息子フィリップ・フォン・シュレースヴィヒ＝ホルシュタイン＝ゾンダーブルク＝ノルブルク（1584年3月15日 - 1663年9月27日）と結婚
- フランツ・ハインリヒ（1604年4月9日 - 1658年11月26日） - 1637年12月13日にトレプトー・アン・デア・レーガにおいてナッサウ＝ジーゲン伯ヨハン7世の娘マリア・ユリアナ（1612年8月14日 - 1665年1月21日）と結婚